# Alex Molčan
Alex Molčan (* 1. prosince 1997 Prešov) je slovenský profesionální tenista hrající levou rukou. Ve své dosavadní kariéře na okruhu ATP Tour nevyhrál žádný turnaj. Na challengerech ATP a okruhu ITF získal sedm titulů ve dvouhře a dva ve čtyřhře.
Na žebříčku ATP byl ve dvouhře nejvýše klasifikován v květnu 2022 na 38. místě a ve čtyřhře v červnu 2021 na 268. místě. V květnu 2022 se jeho trenérem stal Marián Vajda, po ukončení spolupráce se světovou jedničkou Djokovićem. Vede jej společně s Karolem Beckem. Dříve tuto roli plnil Ladislav Simon. Na juniorském kombinovaném žebříčku ITF nejvýše figuroval v březnu 2015 na 18. místě po finálové porážce ve čtyřhře juniorů Australian Open.
Ve slovenském daviscupovém týmu debutoval v roce 2021 bratislavskou 1. světovou skupinou proti Chile, v níž prohrál dvouhru s Cristianem Garínem. Slováci přesto zvítězili 3:1 na zápasy. Do září 2023 v soutěži nastoupil ke třem mezistátním utkáním s bilancí 2–2 ve dvouhře a 0–1 ve čtyřhře.

## Tenisová kariéra
V rámci událostí okruhu ITF debutoval v březnu 2014, když na turnaji v Heráklionu dotovaném 10 tisíci dolary na úvod podlehl Francouzi Martinu Vaissemu ze čtvrté světové stovky. Od října 2017 do dubna 2018 na okruhu absentoval pro operaci zápěstí a natržený břišní sval. Na okruhu ATP Tour poprvé startoval na lednovém Antalya Open 2021, kde zvládl kvalifikační duely proti Golubjevovi a Kavčičovi. V prvním kole antalyjské dvouhry jej zdolal dvě stě padesátý muž klasifikace, Francouz Hugo Grenier. O dva měsíce později opět nepřešel úvodní fázi na marseillském Open 13 2021 po vyřazení od zástupce francouzského tenisu Lucase Pouilleho, figurujícího na 81. příčce. První vítězný zápas si na túře ATP připsal během květnového Belgrade Open 2021. Po zvládnutí kvalifikačního síta na jeho raketě dohráli Srbové hrající na divokou kartu, Hamad Medjedović a Pedja Krstin, ve čtvrtfinále Španěl Fernando Verdasco a poté Argentinec Federico Delbonis. Až v boji o titul jej zdolala srbská světová jednička Novak Djoković po dvousetovém průběhu. Bodový zisk jej 31. května 2021 premiérově katapultoval do elitní dvoustovky žebříčku, když se posunul o 74 míst na 181. pozici..
Průnik do Top 150 následoval 19. července 2021 po finálové účasti na challengeru Moneta Czech Open 2021 v Prostějově a osmifinále na Hamburg European Open 2021. V prvním případě nestačil na Argentince Federica Coriu a v Hamburku na Srba Dušana Lajoviće. První singlový challenger ovládl na srpnovém Svijany Open 2021 v Liberci. V závěrečných zápasech deklasoval Tunisana Maleka Džazírího a Čecha Tomáše Macháče, když každému z nich dovolil uhrát jediný game. Debut v hlavní soutěži nejvyšší grandslamové kategorie zaznamenal v mužském singlu US Open 2021 po zvládnuté tříkolové kvalifikaci, v níž postupně přehrál Belgičana Kimmera Coppejanse, Čecha Zdeňka Koláře a Portugalce Gastãa Eliase. S portugalským tenistou ve třetí sadě prohrával 3–5 na gamy a v tiebreaku odvrátil dva mečboly. Na úvod newyorské dvouhry pak vyřadil tureckého kvalifikanta Cema İlkela a v pětisetové bitvě i Američana Brandona Nakashimu. Ve třetí fázi však nenašel recept na jedenáctého nasazeného Argentince Diega Schwartzmana.
Ve druhém kole antukového Grand Prix Hassan II 2022 v Marrákeši porazil premiérově člena první světové desítky, devátého v pořadí Félixe Augera-Aliassimeho, když Kanaďanovi odvrátil dva mečboly. Následně postoupil do finále, v němž nestačil na Belgičana Davida Goffina. Bodový zisk jej poprvé posunul do elitní světové padesátky, jíž uzavíral. Po výhře nad Federicem Coriou jej ve druhém kole French Open 2022 vyřadila světová jednička Novak Djoković.

## Finále na okruhu ATP Tour
| Legenda                   |
| ------------------------- |
| D – dvouhra; Č – čtyřhra  |
| Grand Slam (0)            |
| Turnaj mistrů (0)         |
| ATP Tour Masters 1000 (0) |
| ATP Tour 500 (0)          |
| ATP Tour 250 (0–3 D)      |

### Dvouhra: 3 (0–3)
| Stav      | č. | datum           | turnaj           | povrch | soupeř ve finále | výsledek           |
| --------- | -- | --------------- | ---------------- | ------ | ---------------- | ------------------ |
| Finalista | 1. | květen 2021     | Bělehrad, Srbsko | antuka | Novak Djoković   | 4–6, 3–6           |
| Finalista | 2. | duben 2022      | Marrákeš, Maroko | antuka | David Goffin     | 6–3, 3–6, 3–6      |
| Finalista | 3. | 21. května 2022 | Lyon, Francie    | antuka | Cameron Norrie   | 3–6, 7–6(7–3), 1–6 |

## Tituly na challengerech ATP a okruhu ITF
| Legenda                |
| ---------------------- |
| Challengery (2 D; 1 Č) |
| ITF (5 D; 1 Č)         |

### Dvouhra (7 titulů)
| Č. | datum         | turnaj                | povrch | poražený finalista | výsledek      |
| -- | ------------- | --------------------- | ------ | ------------------ | ------------- |
| 1. | říjen 2016    | Antalya, Turecko      | tvrdý  | Nikola Milojević   | 6–4, 7–5      |
| 2. | červenec 2018 | Trnava, Slovensko     | antuka | Tomáš Jiroušek     | 7–6(7–5), 6–3 |
| 3. | srpen 2018    | Piešťany, Slovensko   | antuka | Ewan Moore         | 6–3, 6–2      |
| 4. | srpen 2018    | Bratislava, Slovensko | antuka | Petr Nouza         | 6–4, 6–3      |
| 1. | srpen 2021    | Liberec, Česko        | antuka | Tomáš Macháč       | 6–0, 6–1      |
| 2. | listopad 2021 | Helsinky, Finsko      | tvrdý  | João Sousa         | 6–3, 6–2      |

### Čtyřhra (2 tituly)
| Č. | datum     | turnaj             | povrch | spoluhráč   | poražení finalisté                        | výsledek           |
| -- | --------- | ------------------ | ------ | ----------- | ----------------------------------------- | ------------------ |
| 1. | únor 2016 | Antalya, Turecko   | tvrdý  | Lukáš Klein | Vadim Alexejenko Frederico Ferreira Silva | 7–6(9–7), 7–6(7–5) |
| 1. | únor 2021 | Cherbourg, Francie | tvrdý  | Lukáš Klein | Albano Olivetti Antoine Hoang             | 1–6, 7–5, [10–6]   |

## Finále na juniorském Grand Slamu

### Čtyřhra juniorů: 1 (0–1)
| Stav      | rok  | turnaj          | povrch | spoluhráč      | soupeři ve finále         | výsledek         |
| --------- | ---- | --------------- | ------ | -------------- | ------------------------- | ---------------- |
| Finalista | 2015 | Australian Open | tvrdý  | Hubert Hurkacz | Jake Delaney Marc Polmans | 6–0, 2–6, [8–10] |

## Vítězství nad hráči Top 10
Přehled
| Sezóna    | 2022 | 2023 | Celkem |
| --------- | ---- | ---- | ------ |
| Vítězství | 1    | 1    | 2      |

Vítězství
| Č.   | hráč top 10           | ATP | turnaj                                 | povrch | fáze    | skóre              | AM   |
| ---- | --------------------- | --- | -------------------------------------- | ------ | ------- | ------------------ | ---- |
| 2022 |                       |     |                                        |        |         |                    |      |
| 1.   | Félix Auger-Aliassime | 7.  | Grand Prix Hassan II, Marrákeš, Maroko | antuka | 2. kolo | 6–4, 2–6, 7–6(9–7) | 65.  |
| 2023 |                       |     |                                        |        |         |                    |      |
| 2.   | Stefanos Tsitsipas    | 5.  | Davis Cup, Athény, Řecko               | tvrdý  |         | 7–6(8–6), 4–6, 6–3 | 113. |